# Dassault Mystère-Falcon
Mystère-Falcon est le nom de la famille d'avions d'affaires à réaction construits depuis 1963 par le constructeur français Dassault Aviation. Aujourd'hui seule la marque Falcon est utilisée.
En 2012, Dassault Aviation détenait avec cette gamme 17 % du marché mondial de l'aviation d'affaires. Depuis son lancement, plus de 2 700 Dassault Falcon ont été livrés dans 90 pays en 2024, et 2 100 étaient en service en 2017.

## Historique

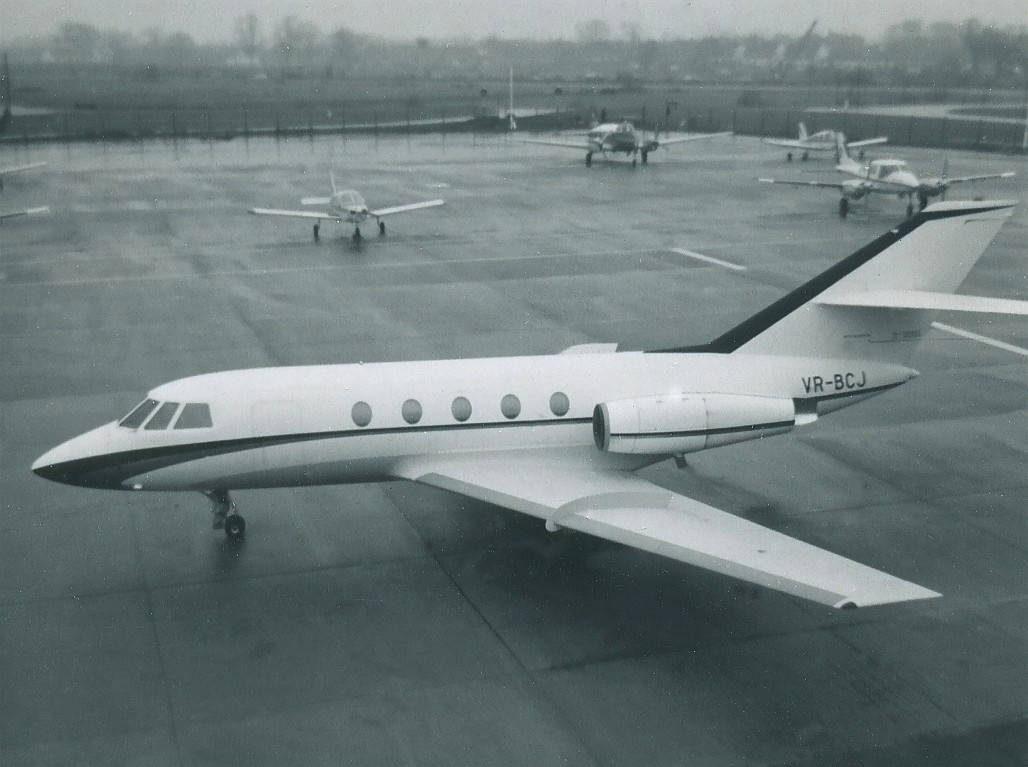
Mystère 20.

En 1954, le bureau d'études de Mérignac envisage un premier projet de biréacteur d'affaires sous le nom de Méditerranée. En l'absence de motorisation adaptée, c'est finalement en 1961 que commence réellement l'étude d'un avion d'affaires biréacteur d'abord appelé Mystère 100 puis finalement Mystère 20.
La compagnie Pan Am se montre rapidement très intéressée, passe commande de 40 appareils et annonce le projet d'en acquérir 200 pour une première livraison en 1965. L'avion est américanisé et baptisé Fan Jet Falcon, le nom Falcon restant par la suite définitivement attaché à la série.
Étudié à partir de 1969, le Falcon 10 est une version du Falcon 20 avec des dimensions réduites mais possédant une distance franchissable accrue.
En 1974, Dassault installe l'usine de montage Dassault Falcon Jet aux États-Unis à Little Rock, dans l'Arkansas, où les avions convoyés green (en peinture d'apprêt) depuis la France, reçoivent leurs équipements et aménagements définitifs ainsi que leur peinture extérieure selon les demandes des clients.
En 1976, Dassault lance le Falcon 50, premier triréacteur d’affaires capable de traverser l’Atlantique sans suivre les côtes. Il est également le premier avion civil équipé d'une voilure supercritique.
Annoncé en 1983 durant le Salon du Bourget, le Falcon 900, dérivé du triréacteur Falcon 50, a pour objectif de proposer sur le marché un avion intercontinental avec une cabine beaucoup plus vaste pouvant transporter jusqu'à 14 passagers (contre 8 pour le Falcon 50).

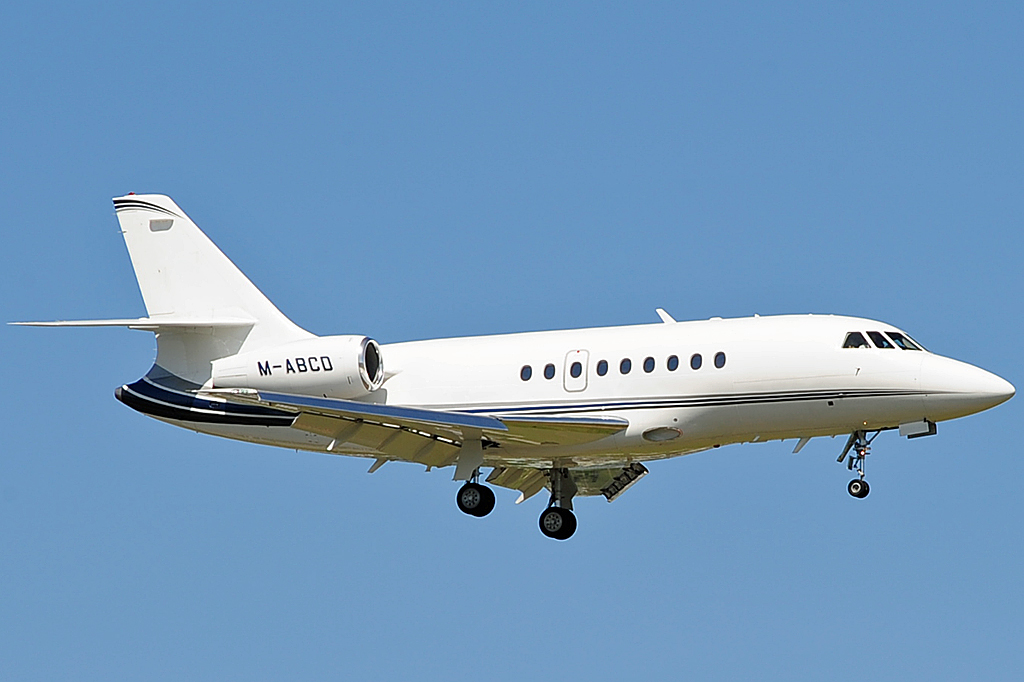
Falcon 2000.

Le Falcon 2000, lancé par Dassault Aviation au salon du Bourget 1989, est un biréacteur de taille similaire au Falcon 900 mais possédant une distance franchissable moindre.
À partir du Falcon 900, les avions sont équipés de l’avionique Enhanced avionics system (EASy) d’Honeywell Aerospace.
En 2005, le Falcon 7X intègre de nombreuses innovations. Il s'agit du premier avion d’affaires à commandes de vol électrique. Le Falcon 7X est également le premier avion au monde à avoir été développé entièrement par ordinateur avec les outils informatiques de Dassault Systèmes. En 2014, le Falcon 8X est annoncé, il s'agit d'une version allongée du Falcon 7X.
En 2013, Dassault Aviation annonce le lancement du Falcon 5X qui doit être motorisé par le nouveau moteur Silvercrest et offrir un large fuselage à ses passagers. Malgré un premier vol en juillet 2017, devant les problèmes de développement des moteurs, le programme est annulé quelques mois plus tard et remplacé par le Falcon 6X, avec une motorisation différente.

## Usage militaire

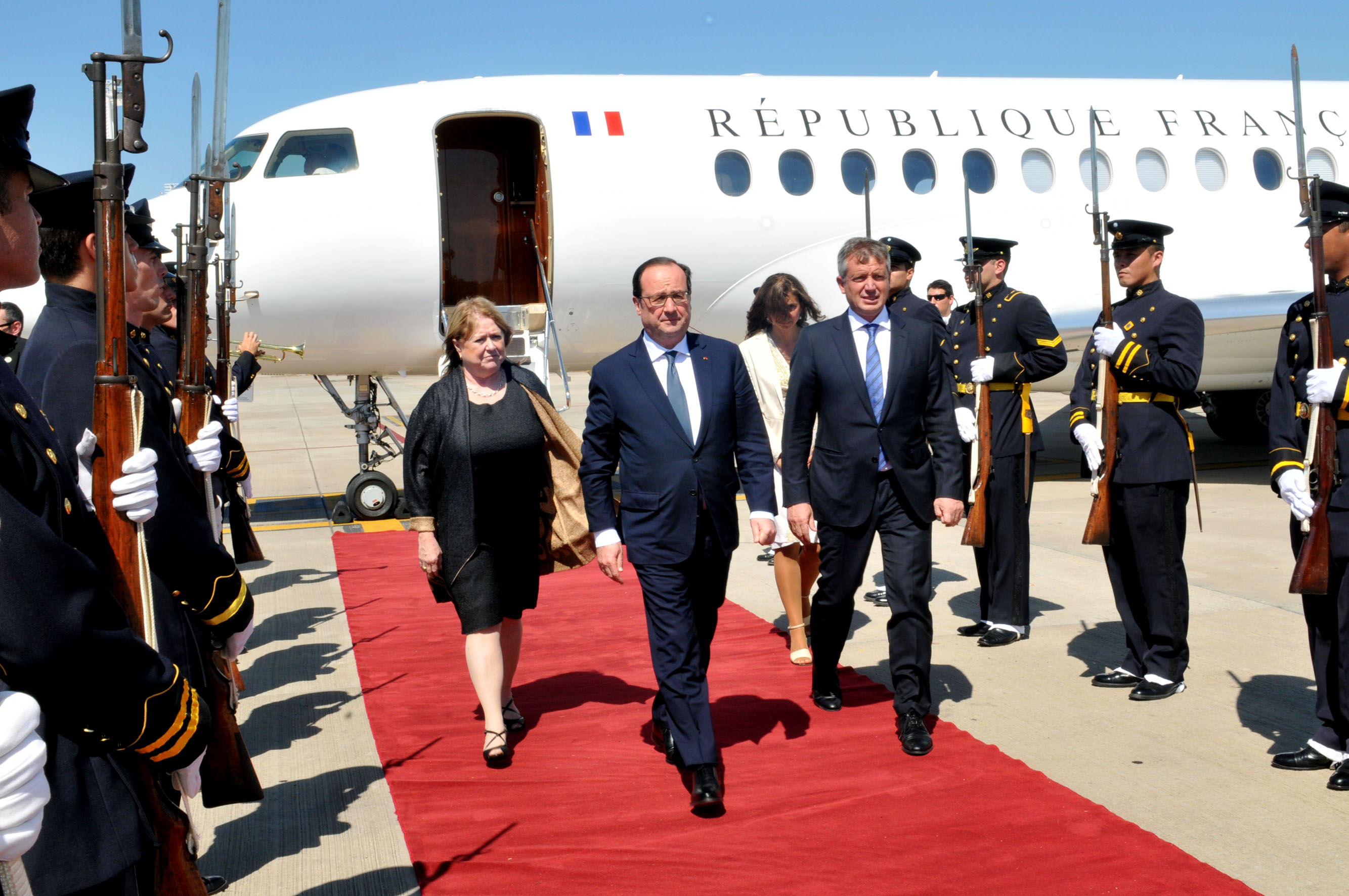
Le Falcon7X du président de la République française, opéré par l’Armée de l'air.

Les Falcon peuvent être utilisés par des forces aériennes, comme le Falcon Archange, dérivé du Falcon 8X, dans le cadre du programme Français « Capacité Universelle de Guerre Électronique » [CUGE].
La France utilise des Falcon 50M et Falcon 200 Gardian à des fins de surveillance maritime. Elle envisage de les remplacer par des Falcon 2000, qui ont été achetés par la force aérienne d'autodéfense japonaise pour le même besoin.
Selon le blog aéronautique suisse Pionnair-Ge, les avions Falcon ont été utilisés pour plusieurs missions secrètes au Moyen-Orient dans les années 1980 : transport de personnalités pendant la guerre civile libanaise, espionnage aérien et même un bombardement pendant la guerre Iran-Irak. Un avion Falcon-50 spécialement équipé avec un habitacle de chasseur Mirage F1 et deux missiles AM.39 Exocet aurait été livré par la France à l'aviation irakienne le 9 février 1987. Cet appareil, envoyé en mission au-dessus du golfe Persique le 17 mai, bombarde par erreur la frégate américaine USS Stark, faisant 37 morts.

## Série
Les versions commercialisées en 2021 sont présentées sur fond vert.

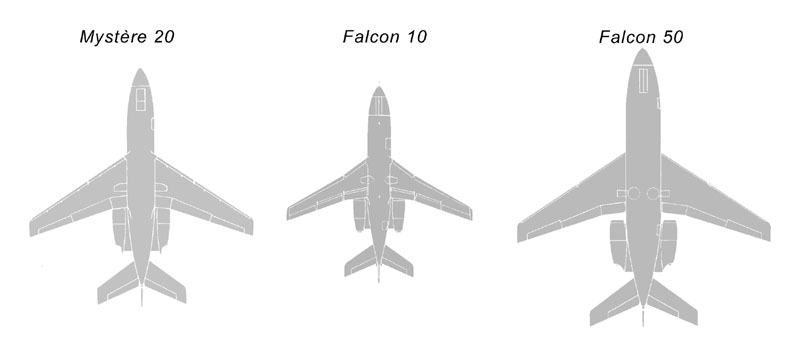
Comparaison des tailles des 3 premiers de la série

| Avion       | Version              | Date du premier vol                                               | Nombre livrés[Quand ?]   | Date fin de construction     | Distance franchissable | Masse maximale au décollage |
| ----------- | -------------------- | ----------------------------------------------------------------- | ------------------------ | ---------------------------- | ---------------------- | --------------------------- |
| Mystère 20  | Mystère 20           | 4 mai 1963                                                        | 476                      | 1988                         | 3 300 km               | 13 000 kg                   |
| Mystère 20  | Falcon 200           | 30 avril 1980                                                     | 38                       | 1991                         | 4 650 km               | 14 515 kg                   |
| Falcon 10   | Falcon 10            | 1er décembre 1970                                                 | 226                      | 1991                         | 3 560 km               | 8 500 kg                    |
| Falcon 10   | Falcon 100           | 10 février 1977                                                   | 226                      | 1991                         | 3 480 km               | 8 755 kg                    |
| Falcon 30   | Falcon 30            | 11 mai 1973                                                       | 2                        | 1973                         | 2 130 km               | 9 900 kg                    |
| Falcon 30   | Falcon 40            | Désignation d'une version agrandie prévue pour quarante passagers | 0                        | 1973                         | 2 130 km               | 9 900 kg                    |
| Falcon 50   | Falcon 50            | 7 novembre 1976                                                   | 352 (50/50EX/M)          | 2007                         | 5 715 km               | 17 600 kg                   |
| Falcon 50   | Falcon 50EX          | 10 avril 1996                                                     | 352 (50/50EX/M)          | 2007                         | 6 046 km               | 18 005 kg                   |
| Falcon 900  | Falcon 900 (A, B, C) | 21 septembre 1984                                                 | 202                      | 1991 (A), 1999 (B), 2005 (C) | 7 150 km               | 20 640 kg                   |
| Falcon 900  | Falcon 900EX         | 1er juin 1995                                                     | 290 (EX/EXy/DX/LX)       | 2003                         | 8 335 km               | 21 909 kg                   |
| Falcon 900  | Falcon 900DX         | 13 mai 2005                                                       | 290 (EX/EXy/DX/LX)       | 2010                         | 7 600 km               | 21 183 kg                   |
| Falcon 900  | Falcon 900LX         | octobre 2009                                                      | 290 (EX/EXy/DX/LX)       |                              | 8 800 km               | 22 225 kg                   |
| Falcon 2000 | Falcon 2000          | 4 mars 1993                                                       | 231                      | 2006                         | 5 788 km               | 16 238 kg                   |
| Falcon 2000 | Falcon 2000EX        | 25 octobre 2001                                                   | 257 (EX/EXy/DX/LX)       | 2009                         | 6 999 km               | 18,461 kg                   |
| Falcon 2000 | Falcon 2000DX        | 19 juin 2007                                                      | 257 (EX/EXy/DX/LX)       | 2011                         | 6 022 km               | 18 597 kg                   |
| Falcon 2000 | Falcon 2000LX        | 2007                                                              | 257 (EX/EXy/DX/LX)       | 2014                         | 7 410 km               | 19 414 kg                   |
| Falcon 2000 | Falcon 2000S         | 17 février 2011                                                   |                          |                              | 6 200 km               | 18 598 kg                   |
| Falcon 2000 | Falcon 2000LXS       | 2014                                                              |                          |                              | 7 410 km               | 19 414 kg                   |
| Falcon 7X   | Falcon 7X            | 5 mai 2005                                                        | 180                      |                              | 11 000 km              | 31 300 kg                   |
| Falcon 8X   | Falcon 8X            | 6 février 2015                                                    |                          |                              | 11 945 km              | 33 113 kg                   |
| Falcon 5X   | Falcon 5X            | 5 juillet 2017                                                    | 0 (abandon du programme) | 2017                         | 9 630 km               | 31 570 kg                   |
| Falcon 6X   | Falcon 6X            | 10 mars 2021                                                      |                          |                              | 10 186 km              | 35 135 kg                   |
| Falcon 10X  | Falcon 10X           | 2024                                                              |                          |                              | 13 890 km              | 52 163 kg                   |